# Ян Лацо
Ян Лацо (словац. Ján Laco; 1 грудня 1981, м. Ліптовски Мікулаш, ЧССР) — словацький хокеїст, воротар. Виступає за «Барис» (Астана) у Континентальній хокейній лізі.
Виступав за ХК «32 Ліптовски Мікулаш», ХК «Кошице», ХКм «Зволен», ХК «Нітра», ХК «07 Детва», ХК «Нітра», «Лев» (Попрад), «Донбас» (Донецьк).
У складі національної збірної Словаччини провів 5 матчів; учасник чемпіонату світу 2012 (9 матчів).
Досягнення
- Срібний призер чемпіонату світу (2012)
- Володар Континентального кубка (2013).